# Der Fall von Paris (Ehrenburg)

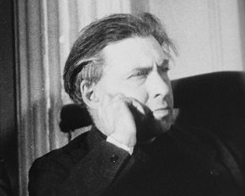
Ilja Ehrenburg im Dezember 1943

Der Fall von Paris (russ. Падение Парижа, Padenije Parischa) ist ein Roman, den der sowjet-russische Schriftsteller Ilja Ehrenburg vom August 1940 bis zum Januar 1942 schrieb und der im Märzheft 1941 sowie in den Heften März und April 1942 der Moskauer Literaturzeitschrift Snamja erschien.
Volk und Welt hielt die Rechte an der Übersetzung ins Deutsche seit 1977; erste Übersetzungen ins Deutsche erschienen jedoch bereits 1945 in Zürich und 1947 (bei zwei Verlagen) in Berlin. Der Roman wurde aus dem Russischen in mehr als zwanzig Sprachen übersetzt, darunter ins Lettische (Parīzes krišana, 1941), Englische (Fall of Paris, 1942), Französische (Chute de Paris, 1944), Polnische (Upadek Paryża, 1946), Chinesische (巴黎的陷落, 1947), Slowakische (Pád Paríža, 1949), Türkische (Paris düşerken, 1975) und Vietnamesische (Pari sụp đỏ̂ : tiẻ̂u thuyé̂t, 1979).

## Hintergrund
Ilja Ehrenburg kennt Paris inwendig. 1908 bis 1917 – vor der Ochrana geflohen – musste er im Pariser Exil zubringen. Zur Handlungszeit des Romans wirkte er als Korrespondent der Iswestija in der Seine-Metropole. In diesem Prosawerk Ilja Ehrenburgs lebt die Zeit vor dem Westfeldzug wieder auf. Genauer, der Leser erhält Einblick in das Paris von 1935 bis zum 14. Juli 1940. Dort spielt der radikale Sozialist Édouard Daladier im Roman eine Rolle. Daneben ist Paul Tessat als eine Romangestalt mit Zügen desselben Politikers gezeichnet. Jenen Kunstgriff wendet Ilja Ehrenburg noch für eine zweite Figurenpaarung an. Gemeint ist der sozialistische französische Premierminister Léon Blum und der fiktive französische Politiker Auguste Viard.

## Überblick
Wenn Ilja Ehrenburg im letzten der drei Romanteile seine Figur Lucien fragen lässt „Was habt ihr im Jahr sechsunddreißig gemacht?“ und damit auf die verfehlte Politik der Volksfrontregierung sowie den darauf folgenden verhängnisvollen Appeasement-Kurs ebendieser République française weist, erscheint der Roman streckenweise als platte kommunistische Propaganda. Werden allerdings Passagen, die sämtliche im Roman agierenden französischen Kommunisten jener Vorkriegsjahre durchweg als Tugendbolde hinstellen, überlesen, kann vom Leser, der vom Sockel des 21. Jahrhunderts herabschaut, verstanden werden, weswegen die Wehrmacht 1940 in die Offene Stadt Paris hineinspazieren konnte: Der Franzose wollte nicht, wie im Ersten Weltkrieg, kämpfen. Er wollte überhaupt nie wieder kämpfen. Natürlich haben auch etliche Franzosen den Deutschen tapfer widerstanden. Mögliche Antwort, weshalb dieser Kampf im Zeitraum bis 1940 erfolglos blieb, kann die Romanlektüre geben.

## Handlung

### Bis November 1936
Der 32-jährige Maler André Corneau, Sohn eines Bauern aus der Normandie, hat sein Atelier in der Rue du Cherche-Midi. Er trifft sich in dieser alten Pariser Straße im Cafe „Zum rauchenden Hund“ mit seinen Schulkameraden Pierre Dubois, Lucien Tessat und der 30-jährigen Schauspielerin Jeanette Lambert. Der 32-jährige Romancier Lucien – Verfasser von „Unter vier Augen“ – hatte zuvor auf einer Versammlung in der Maison de la Culture von der Kriegsgefahr, die von Hitler ausgeht, gesprochen und war durch einen Zwischenrufer gestoppt worden: Herr Paul Tessat, der Vater des Redners, habe „von dem Betrüger Stavisky achtzigtausend bekommen“. André hat kein Ohr für das Gerede der Freunde, sondern verliebt sich in Jeanette; bewundert ihre Augen.
Der Ingenieur Pierre Dubois baut im Seine-Werk Motoren für Bomber und erzählt seinem Freund Lucien von dem dort als Mechaniker beschäftigten 29-jährigen Kommunisten Michaud. Für den scharfzüngigen Fanatiker und guten Arbeiter Michaud, der bei der Marine gedient hat, ist der Werksbesitzer – das ist der mächtige Finanzier Jules Dessère – ein am Krieg verdienender Kapitalist. Michauds Steckenpferd ist die Architektur. Der Arbeiter besucht einschlägige Vorlesungen des Professors Mâle.
Der um die 50-jährige ledige, kinderlose Ingenieur Dessère, Sohn eines Angerser Caféhausbesitzers, hatte eine Technische Hochschule absolviert und agiert hinter den Kulissen; ernennt und stürzt Minister. Bei dem Oligarchen bittet der bescheidene Pierre Dubois, einer der besten Ingenieure der Seine-Werke, um eine Gefälligkeit. Dubois’ Braut, die Lehrerin Agnès Legendre, wurde wegen „antipatriotischer Erziehung“ aus dem Schuldienst entlassen. Eigentlich ist Dessère ein Gemütsmensch. Ein Anruf bei seinem Freund, dem 58-jährigen Abgeordneten der Volksfront Paul Dessat, genügt. Die Lehrerin kann weiter unterrichten.
Der geschäftstüchtige Abgeordnete Paul Dessat bekommt nach dem Vortrag seines Sohnes Lucien gegen den Militarismus Ärger mit der Presse. Dem nicht genug. Lucien, der längst nicht mehr Romane schreibt, sondern zum „talentierten Pamphletisten, dem die Kommunisten applaudieren“, abgesunken ist, bittet den Vater immer einmal um Geld. Diesmal sind es fünftausend Franc. Der Vater zahlt. Lucien benötigt das Geld für eine Abtreibung. Seine Freundin Jeanette Lambert ist schwanger. Die Schauspielerin hatte sich Lucien, der ihr seine Liebe gestanden hatte, nicht aus Gegenliebe, doch in seelischer Hochstimmung hingegeben. Als Trost bleibt dem leidgeprüften Abgeordneten Paul Dessat die einzige Tochter Denise, ein fleißiges Mädchen, das Romanische Architektur studiert. Denise lernt nach einer Vorlesung bei Mâle über Bauwerke in Poitiers Michaud kennen.
Beide – Denise und Michaud – besuchen eine Wahlkundgebung. Für die Volksfront spricht der 65-jährige Auguste Viard aus Châlons. Dann tritt der Kommunist Legreux auf.
Paul Tessat, ein Feind Viards, wird – mit Hilfe einer kräftigen Finanzspritze Dessères – wiedergewählt. Agnès nennt Paul Tessat, der ihr doch ins verlorengegangene Amt geholfen hat, einen Schuft.
Als im Seine-Werk gestreikt wird, behält der Vorsitzende des Verwaltungsrates Dessère bei der Auseinandersetzung mit Streikführer Michaud die Oberhand, macht aber Zugeständnisse. Pierre Dubois streikt als Ingenieur in den Reihen der achtzehntausend Arbeiter. Noch lacht Dessère darüber.
Jeanette, die sich von dem Eingriff noch nicht erholt hat, tritt vor den Streikenden im Werk auf. Die Schauspielerin gesteht Pierre, sie habe sich von Lucien getrennt.
Geld, das Lucien ständig vom Vater verlangt, ist nach der Wahl nicht mehr vorhanden. Aber Paul Tessat bringt den Sohn als Diplomat im Dienste des hilflosen Blum und des laschen Viard in Spanien unter. Lucien, in Spanien aller Geldsorgen ledig, langweilt sich als Vizekonsul in Salamanca.
Als Gegner der französischen Kommunisten hatte sich bei der Wahl der ebenfalls von Dessère unterstützte Breteuil profiliert. Der aus ärmlichen katholischen Verhältnissen stammende Lothringer wird in den Pariser Salons für einen humorlosen Deutschen gehalten. Seinen fünfjährigen Sohn liebt er einerseits über alles. Andererseits muss der Junge mit kaltem Wasser abgehärtet werden. Kurz darauf stirbt der Kleine an einer Lungenentzündung. Breteuil hilft als Haupt der „Getreuen“ – das ist eine faschistische Gruppierung – Dessère aus dem Hinterhalt bei der Bekämpfung der Streikenden im Seine-Werk. Bei den Auseinandersetzungen erschießen die „Getreuen“ einen jungen Burschen. Streikführer Michaud lässt sich nicht provozieren. Die Angreifer werden mit Wasserstrahlen aus Feuerwehrspritzen verdrängt.
Auf einer Demonstration am 14. Juli 1936 drückt Viard dem Mitglied der sozialistischen Partei Pierre Dubois für die Teilnahme am Streik anerkennend die Hand. Pierres Frau Agnès ist anderer Meinung. Die Lehrerin hält den Kampf ihres Mannes für Donquichotterie.
Als Hitler den spanischen Putschisten Flugzeuge schickt, fordert Michaud auf einer Kundgebung die Volksfrontregierung auf: „Gebt Spanien Flugzeuge!“ Nach der Versammlung bittet er Pierre als Flugzeug-Spezialisten um Mithilfe. Als Pierre elf Bomber A68 nach Barcelona schicken will, schaltet Viard, der für Nichteinmischung plädiert, den Chef der Geheimpolizei ein. Der Transfer wird verhindert.
Lucien Tessat stuft seine Hinwendung zu den Kommunisten als Dummheit ein und wird Verbindungsmann zwischen den Falangisten und Breteuil. Für seinen Vater ist Lucien auf einmal nicht mehr der verlorene Sohn. Aber Breteuil gewinnt Lucien als Spitzel. Der Sohn kundschaftet die vertraulichen Papiere auf dem Schreibtisch seines Vaters aus.
Denise verlässt das verhasste Vaterhaus, wohnt möbliert allein und nimmt ein schlecht bezahlte Arbeit als Packerin in den Gnomewerken an. Michaud geht nach Spanien und kämpft als Leutnant des Bataillons „Pariser Kommune“ nahe bei Madrid gegen General Franco. Mitte November 1936 stagniert der Vormarsch des Generals auf die Hauptstadt.
Viard besitzt eine Sammlung erlesener Gemälde. Als 1940 die deutschen Invasoren anrücken (siehe unten „September 1939 bis Juli 1940“), wird die erste Sorge des Politikers dem Schicksal seiner Bilder gelten. In dem Zusammenhang ist ein Besuch Viards im Atelier des Malers André Corneau erwähnenswert. Das Bild, auf das der Sammler reflektiert, gibt der Maler nicht her. Viard zieht beleidigt von dannen.

### 1938 bis September 1939
Den Einmarsch der Wehrmacht im März 1938 in Österreich nehmen die Pariser „gleichmütig und verstört“ zur Kenntnis. Breteuil, der mittlerweile von dem Großindustriellen Montigny finanziert wird, verschweigt seine „Zusammenarbeit mit Deutschland“. Den Internationalismus von Blum und Viard empfindet er als widerlich. Breteuil zieht Proudhon einem Marx vor. Lucien, der – nach Paris heimgekehrt – im Hause Montigny verkehrt, nennt seinen Vater einen Waschlappen. Joséphine Montigny interessiert sich sehr für den Diplomaten wider Willen. Von Lucien wird solches Interesse der jungen Dame nicht entgegengebracht. Er verliebt sich stattdessen in Mouche. Das ist Madame Marie Grandel. Grandel ist ein Vertrauter Breteuils. Der Kreis um Breteuil fordert, Paul Tessat müsse mit den Kommunisten brechen, Laval müsse zu Mussolini geschickt werden und die Regierung müsse General Franco anerkennen.
Paul Tessat erfährt vom Direktor der Geheimpolizei, seine Tochter Denise friste ein kärgliches Dasein und sei in einem kommunistischen Komitee aktiv. Der bekümmerte Vater bekommt mit, der Sohn Lucien hat ihm ein Schreiben brisanten Inhalts an Monsieur Grandel von Schreibtisch gestohlen. Grandel, so verlautet aus Breteuils Kreisen, sei ein deutscher Spion und kommuniziere mit einem gewissen Kielmann.
Viards oben erwähnter Verrat hat den Ingenieur Pierre Dubois gebrochen, aber er hält weiter zu den Arbeiter der Seine-Werke. Auf seine Frau Agnès, die den einjährigen gemeinsamen Sohn Doudou behütet, hört er nicht. Der einsame Maler André beneidet seinen Freund Pierre, weil der Frau und Kind hat.
Im August 1938 wird in Paris von einem Sudetendeutschen namens Henlein gesprochen. Im September ist von Chamberlain die Rede. Benesch, so heißt es, bestehe auf der Unantastbarkeit der Tschechoslowakei. Breteuil möchte Paul Tessat einreden, die Tschechoslowakei sei ein Flugzeugträger Moskaus. Benesch ist für Breteuil ein Bolschewik. Tessat speist mit Dessère zu Mittag. Letzterer nennt Chamberlain einen Tattergreis und sieht Breteuil schon als Gauleiter von Paris und Umgebung. Denn für Breteuil stehe die „Verteidigung unserer westlichen Zivilisation gegen die Bolschewisten“ im Vordergrund.
Die Pariser verfluchen die Tschechen, die noch schlimmer als die Bulgaren seien und nennen Chamberlain einen Friedensengel. Hingegen Frankreich habe tüchtige Militärs – allen voran der ehrliche Pétain. Allerdings habe sich in die Militärkommission Oberst de Gaulle eingeschlichen. Und die Deutschen betreffend – Hitler wird als Irrer abgetan. Aber immerhin, Viard sei bei dessen Rede erblasst. Dessère will „das glückliche Frankreich gegen junge, hungrige und streitsüchtige Völker verteidigen“. Alle Exaltationen werden hinfällig, als eine Meldung über das Münchner Abkommen Paris erreicht: „Es wird keinen Krieg geben!“ Daladier, aus München nach Paris heimgekehrt, begibt sich zum Arc de Triomphe und legt am Grabmal des Unbekannten Soldaten einen Kranz nieder. Auf dem Kongress der Radikalen in Marseille soll die Volksfront begraben werden. Paul Dessat wendet sich gegen Breteuil, der den Franzosen ein importiertes Regime aufzwingen wolle. Tessat erhält den Beifall der Delegierten, als er sich für eine „autoritäre Republik“ ausspricht. Daladier muss sich verteidigen: „München war keine Kapitulation!“
Mouche bricht mit Lucien. Die begüterte Witwe Jenny, Tochter eines Methodisten aus Kentucky, verliebt sich in Lucien. Zwar wird die Liebe nicht erwidert, doch der ein Jahr jüngere Lucien nimmt reichlich von Jennys Gelde. Und wiederum gesteht sich Lucien Tessat eine Dummheit ein: Die Hinwendung zu dem niederträchtigen Versager Breteuil war ein Irrtum. Breteuil allerdings trumpft auf; fordert von Paul Tessat das Verbot der Kommunistischen Partei. Luciens kranke Mutter bittet den Sohn, sich mit dem Vater auszusöhnen. Lucien will von dem skrupellosen Geschäftemacher nichts wissen. Der Soldat der Infanterie Lucien Tessat wird einberufen.
Anfang Oktober 1938 beantwortet Denise einen längeren Brief von Michaud aus Spanien. Aus der Zeitung erfährt sie vom Tod ihrer Mutter Amélie Tessat. Denise und der Vater beerdigen die Mutter auf dem Friedhof Père-Lachaise und gehen unversöhnt auseinander. Lucien hatte die Bestattung aus der Ferne beobachtet. Der Vater hat nun nur noch seine Geliebte, die üppige, schöne Paulette. Im November wird die Kommunistin Denise von der Polizei verhaftet, als sie vor streikenden Pariser Arbeitern der Gnomewerke die untergehende spanische Volksfrontregierung huldigt. Der Minister Tessat befreit seine Tochter aus dem Polizeigewahrsam. Denise muss dennoch zusammen mit anderen Arbeitern für einen Monat ins Gefängnis. Der tief unglückliche Vater wird zum Kommunistenhasser.
Im Dezember 1938 besucht Ribbentrop Paris. Minister Tessat sieht in einem Gespräch mit Viard eine Chance zur Rettung Frankreichs. Die Deutschen könnten sich vielleicht gen Osten wenden. Tessat sucht wieder die Nähe Breteuils; lanciert Artikel über die Schwäche der Roten Armee und die unerschöpflichen russischen Rohstoffreserven in die Zeitungen.
Im März 1939 stellt sich Michaud mit seinem Bataillon zum letzten Gefecht. Ein Panzervorstoß des Gegners wird ein letztes Mal abgewehrt. Nach der Niederlage sammeln sich die französischen Bürgerkriegsflüchtlinge in Perpignan und werden von den Franzosen als Deserteure geschmäht.
Dessère freundet sich mit der Schauspielerin Jeanette Lambert an; fährt mit ihr in seinem flotten Automobil in sein Landhaus. Sie gibt sich ihm zwar hin, lehnt jedoch seinen Antrag ab. Jeanette liebt trotz ihres neuesten Verhältnisses den Maler André Corneau. Dessère kann keine Ruhe finden; liest ein Telegramm: „deutsche Truppen in Prag“.
Im Frühherbst 1939 finden sich Denise und Michaud in Paris wieder. Die Franzosen machen mobil.

### September1939 bis Juli 1940
Michaud, der Ingenieur Pierre Dubois und der Maler André Corneau werden eingezogen. André kommt nach Poitiers. Bevor Lucien im September einrückt, kassiert er von Jenny einige Tausender. Sein Vater sucht weiterhin die Nähe Breteuils, denn diesem traut er eine Einigung mit Hitler zu. Paul Tessat schlägt den Verräter Grandel zum Haupt der französischen Rüstungsindustrie vor. Dessère zeigt sich über die Ernennung des Intriganten verärgert. Tessat winkt ab, denn Dessère wirkt in letzter Zeit auf ihn wie ein Pechvogel. Dessère beschwert sich bei Grandel: Der Rüstungsindustrie fehle es nach der Mobilmachung an Arbeitern. Grandel wehrt sich unsachlich: Dessère habe seinerzeit die Volksfront übermäßig finanziell unterstützt.
Der Kommunist Legreux wird in ein Konzentrationslager bei Briançon eingeliefert. In dem Lager wird er bis zum Mai 1940 festgehalten. Legreux sprengt sich in einem Munitionsdepot in die Luft. Paul Tessat, der sich für einen Nachfolger Clemenceaus hält, pfeift Breteuil zurück, als der kommunistische Abgeordnete erschießen lassen will.
Pierre Dubois war an der Front als Sergeant in eine Kompanie bretonischer Bauern gesteckt worden. Nach einer Detonation von einem Granatsplitter an der Leiste verwundet, stirbt er. Michaud war als Marineangehöriger nach Brest gekommen und als Unruhestifter in eine Infanterieregiment nach Arras abgeschoben worden. Als er im Januar zwei Tage Parisurlaub erhält, kann er sich nach vier Monaten endlich wieder mit Denise treffen. Diese arbeitet in einer als Modeatelier getarnten illegalen Druckerei auf dem Boulevard Malesherbes.
Lucien wird mit Rücksicht auf den Vater als Sanitäter in einem Lazarett eingesetzt. Auf eigenen Wunsch wird er an die Front versetzt. In Belgien sucht Lucien im Kampf gegen die Deutschen vergeblich den Tod; kämpft am Strand, bis ihm die Handgranaten ausgehen, stürzt sich ins Meer und rettet sich auf einen Kutter der Engländer. Michauds Regiment wird nach Le Havre verlegt. Im Spätwinter 1940 fürchten die Soldaten einen Einsatz im Sowjetisch-Finnischer Krieg und begehren auf. Ein paar Aufrührer, zu denen Michaud gehört, sollen zur Abschreckung erschossen werden.
Ende Mai besetzen die Deutschen Holland und Belgien, nehmen dort Marche und ihre Panzerspitzen erreichen Paliseul.
Montignys Familie ist nach Biarritz unterwegs, als flüchtende französische Soldaten in östlichen Vororten von Paris gesehen werden. Am 16. Mai steuern deutsche Panzer Laon an. Paul Tessat drängt seine Geliebte Paulette zur Abreise in Richtung Lyon. Dessère erscheint in Tessats Büro und fordert von dem Freund die Verteidigung von Paris – „Straße für Straße“. Das ist mit Tessat nicht zu machen. Der Minister will sich an die Loire und dann nach Algier zurückziehen. Dessère hat diesem Politiker nichts mehr zu sagen und geht. Mitten in den Reisevorbereitungen wird Tessat von Reynaud angerufen: Die Deutschen wenden sich gen Saint-Quentin, Amiens und Péronne; wollen anscheinend nach London. Tessat sieht sich – wenn er an Daladier und Reynaud denkt – von Dummköpfen umgeben. Der gescheite Tessat will sich mit Moskau verständigen. Das wird ihm ausgeredet. Denn mit jemandem wie Tessat, der Arbeiter verhaftet, wird sich Moskau kaum einigen. Tessat bittet in seiner Not Denise zu sich. Diese erscheint mit Wissen ihrer Partei, siezt den Vater und ist erst zu Verhandlungen bereit, nachdem der Vater die 34 000 in Gefängnissen einsitzenden Kommunisten entlassen hat. Tessat denkt nach dem gescheiterten Verständigungsversuch: ‚Lucien war zwar ein Schuft, aber er war menschlicher.‘
Michaud muntert die Soldaten an seiner Seite auf. Das Bataillon unter dem Kommandeur Fabre hält ein Städtchen in der Picardie. Die deutschen Panzer kommen an dieser Stelle nicht durch.
Auf der Flucht vor den Deutschen in Richtung Loire begegnet Jeanette Lambert kurz vor dem Fluss Lucien Tessat. Nach einem Gespräch geht jeder seiner Wege. Jeanette kommt bei einem deutschen Fliegerangriff im Freien ums Leben. Luciens 87. Linienregiment gibt es nicht mehr. So gelangt er als Landstreicher ins Limousin und beglückt dort die junge Magd Jeanne Prélisse. Natürlich wird er von der Schönen verpflegt. Das Glück währt nicht lange. Auf der Suche nach Brot anklopfend, wird Lucien von einem alten Bauern mit dem Jagdgewehr erschossen.
Paul Tessat geht mit dem Kabinett nach Tours. Reynaud bittet Roosevelt telegraphisch um Beistand. Am 14. Juni marschieren die Deutschen in Paris ein. „So ein Unglück!“ ruft Paul Dessat auf dem Friseurstuhl in Tours. Reynaud tritt zurück. Tessat beglückwünscht Reynauds Nachfolger Pétain. Tours wird verteidigt. Als die Deutschen darauf die Stadt bombardieren, weicht die Regierung nach Clermont-Ferrand aus. Tessat steigt in Royat ab. Andere Kabinettsmitglieder wählen Vichy, Mont-Dore oder La Bourboule als Wohnsitze. Dessère reist per Automobil an, nennt Tessat eine Wanze, deren Haus abgebrannt ist, nimmt mit seinem Wagen einen Weg bergan in die Wiesen und erschießt sich in der freien Natur mit einem schwergewichtigen Revolver.
Breteuil ist von den Deutschen enttäuscht. Letztere verwehren Millionen hungernden obdachlosen Flüchtlingen die Einreise aus der unbesetzten in die besetzte Zone Frankreichs.
Agnès nimmt in Paris drei junge Männer auf, die von London aus gegen die Deutschen kämpfen wollen. Dafür wird die Mutter des kleinen Doudou von den Deutschen verhaftet und verhört. Obwohl Agnès von ihrem Sohn getrennt wurde, bleibt sie standhaft; geht in den Tod.
Denise hält sich im Südwesten von Paris versteckt; druckt in der Nähe der Porte de Versailles Flugblätter. Michaud schlägt einen Posten nieder, besorgt sich Zivilkleidung und findet die Geliebte.
Am Abend des 14. Juli 1940 sucht der Maler André Corneau in Paris seine Straße Rue du Cherche-Midi auf und denkt wehmütig an die Zeit zurück, als ihn Jeanette dort anlächelte. In dem Moment werden die Bewohner mit dem Ruf „Sperrstunde!“ in die Häuser getrieben.

## Selbstzeugnis
„Woran bin ich gescheitert? … Ich zeigte Menschen, die ganz im politischen Kampf aufgingen, seien es die Kommunisten Michaud und Denise, sei es der Faschist Breteuil … Offensichtlich bin ich … einer gewissen Vereinfachung erlegen. Andere Helden dagegen wirken natürlich – die Schauspielerin Jeanette, der … Kapitalist Dessère, der naive Ingenieur Pierre, der käufliche Politikaster Tessat, der Künstler André und … der sentimentale Zyniker Lucien.“

## Rezeption
- Schröder nennt den Roman 1976 ein „dokumentarisch-zeitgenössisches Gleichnis“.[18]

## Verwendete Ausgabe
- Ilja Ehrenburg: Der Fall von Paris. Roman. Aus dem Russischen von Ingeborg Schröder. Mit einem Nachwort von Ralf Schröder. Volk und Welt, Berlin 1988 (3. Aufl., ISBN 3-353-00270-7)